# Paul De Baere
Paul De Baere (Sint-Niklaas, 26 februari 1929 - Gent, 17 november 2012) was een Belgisch redacteur.

## Levensloop
De Baere ging aan de slag bij Het Volk als reporter voor Oost-Vlaanderen, later, in 1954, werd hij chef van de regionale redactie gekend als "de Spiegel van Oost-Vlaanderen". In 1974 werd hij redactiesecretaris en in 1975 directeur van deze krant. In 1978 werd hij aangesteld, naast Walter Cabus als hoofdredacteur. Toen Cabus eind december 1984 overleed werd De Baere de enige hoofdredacteur, een functie die hij uitoefende tot 1994. Tevens was hij hoofdredacteur van De Nieuwe Gids.
Hij overleed in het AZ Sint-Lucas in Gent. De uitvaartplechtigheid vond plaats in de Onze-Lieve-Vrouw-ter-Sneeuwkerk te Destelbergen.